# Такаги-рю
Такаги-рю (яп. 高木流, «школа семьи Такаги») — древняя школа дзюдзюцу, классическое боевое искусство Японии, основанное предположительно в первой воловине XVI века мастером по имени Такаги Ориэмон Сигэтоси

## История
Школа Такаги-рю была основана предположительно в первой воловине XVI века самураемиз Осю по имени Такаги Ориэмон Сигэтоси (яп. 
高木折右衛門重俊).
Вторым главой школы стал Такаги Умманосукэ, которые модернизировал техники школы на основе полученных им знаний стиля Такэноути-рю.

## Генеалогия
Линия передачи традиций школы Такаги-рю разнится в зависимости от мастеров школы. Многие люди получили мэнкё кайдэн, вследствие чего было создано множество филиалов школы.

### Линия Какуно
Линия Какуно выглядит следующим образом:
1. Такаги Ориэмон Сигэтоси, основатель;
2. Такаги Умманосукэ Сигэсада (яп. 高木馬の輔重貞);
3. Такаги Гэнносин Хидэсигэ (яп. 高木源之進英重);
4. Окуни Кихэй Сигэнобу (яп. 大国鬼平重信);
5. Окуни Якуро Нобутоси (яп. 大国八九郎伸俊);
6. Окуни Тародаю Таданобу (яп. 大国太郎太夫忠信);
7. Окуни Кихэй Ёсисада (яп. 大国鬼兵衛良貞);
8. Окуни Ёдзаэмон Ёсидзанэ (яп. 大国与左衛門良貞);
9. Накаяма Дзиннай Садахидэ (яп. 中山甚内定秀);
10. Окуни Будзаэмон Хидэнобу (яп. 大国武左衛門英信);
11. Накаяма Дзиннай Садахидэ;
12. Окуни Камахару Хидэтоси (яп. 大国鎌治英俊);
13. Яги Икугоро Хисаёси (яп. 八木幾五郎久喜);
14. Исия Такэо Масацугу;
15. Исия Мацутаро Масахару;
16. Какуно Хатихэита Масаёси (яп. 角野八平太正義);
  - Цуцуми Томотаро Ёсихиса (яп. 筒井友太郎義尚), 17-й глава;
  - Вакита Ёсинори Масити, 17-й глава;
  - Минаки Сабуродзи Масанори, 17-й глава;
    - Иноуэ Цуёси Мунэтоси, 18-й глава и сокэ Хонтай Ёсин-рю;
    - Мацуда Кёдо, 18-й глава Минаки Дэн Кукисин-рю;
      - Танака Фумон, 19-й и текущий глава Минаки Дэн Кукисин-рю;